# 小文字
小文字（こもじ、英: small letter, minuscule, lower case）は、ギリシア文字やそこから派生した文字体系で、文頭や固有名詞の最初など以外に使う小ぶりの字形の文字である。もともとこれらの文字では文章を大文字のみで記述してきたが、筆記を簡単にするために角を丸めたりした文字から小文字が現れると、大文字と小文字がひとつの文・単語の中で混在して用いられるようになった。
大文字・小文字の区別がある文字体系は、ギリシア文字・ラテン文字・キリル文字・アルメニア文字・デザレット文字などである。国際音声記号（IPA）には小文字のみがある。
大文字に比べて副次的なイメージがあるが、実際には文章のほとんどは小文字で書かれる。大文字と小文字の使い分けについては大文字を参照のこと。
スモールキャピタルは、大文字と同じ字形で大きさがxハイト（小文字のxの高さ）の活字である。小文字と同様に使われるが、分野や用途によっては特別の意味があることがある。
|              | 大文字     | スモールキャピタル | 小文字     |
| ------------ | ---------- | ------------------ | ---------- |
| ラテン文字   | ABCDEZHKLM | abcdezhklm         | abcdezhklm |
| ギリシャ文字 | ΑΒΓΔΕΖΗΚΛΜ | αβγδεζηκλμ         | αβγδεζηκλμ |
| キリル文字   | АВГДЕЗИКЛМ | авгдезиклм         | авгдезиклм |